# 존 알로이지
존 알로이지(영어: John Aloisi, 1976년 2월 5일 ~ )는 현재 웨스턴 유나이티드의 감독으로 재직 중인 호주의 전직 축구 선수이자 현 축구 지도자로 현역 시절 스트라이커로 활약했으며 현역 시절 공을 잘 잡고 팀 동료들에게도 기회를 만들어주는 이른바 "골 사냥꾼"으로 묘사되었다.

## 선수 시절

### 클럽
1991년 고향팀인 애들레이드 시티에서 데뷔한 이후 20시즌동안 프로 공식전 499경기 143골을 터뜨리며 애들레이드 시티의 1991-92 시즌 내셔널 사커 리그 우승, CA 오사수나의 코파 델 레이 2002-03 4강, 코파 델 레이 2004-05 준우승, 센트럴코스트 매리너스의 2007-08 시즌 A리그 멘 준우승, 시드니 FC의 2009-10 시즌 A리그 멘 우승 등의 성과들을 이끌었으며 2010-11 시즌 멜버른 시티에서 20시즌간의 프로 선수 생활을 마무리했다.

### 국가대표팀
1997년 3월 12일 북마케도니아와의 친선 경기에서 호주 성인 국가대표팀 소속으로 국제 A매치 데뷔전을 치른 후 같은 해 6월 11일 솔로몬 제도와의 1998년 FIFA 월드컵 오세아니아 지역 2차 예선 1조 1차전에서 A매치 데뷔골을 무려 오버 해트트릭(5골)으로 장식하며 팀의 13-0 대승을 이끌었다.
그리고 또 다시 같은 해에 열린 1997년 FIFA 컨페더레이션스컵에 출전하여 호주 A대표팀 역사상 첫 FIFA 주관 대회 준우승에 일조했고 2002년 FIFA 월드컵 오세아니아 지역 예선에서는 무려 7골을 터뜨리며 활약했지만 팀은 대륙간 플레이오프에서 우루과이에 1·2차전 합계 1-3으로 완패하며 28년만의 월드컵 본선 진출이 좌절되는 아픔을 겪었다.
그 후 자국에서 열린 2004년 OFC 네이션스컵 겸 2006년 FIFA 월드컵 오세아니아 지역 2차 예선에서 5경기 2골을 터뜨리며 팀의 OFC 네이션스컵 4번째 우승 및 2회 연속 대륙간 플레이오프 진출을 이끈 뒤 우루과이와의 대륙간 플레이오프 리턴 매치에서 1·2차전 합계 1-1로 비긴 후 돌입한 승부차기의 마지막 키커로 나서서 페널티킥을 성공시키며 4년 전 패배를 설욕함과 동시에 무려 32년만의 호주의 통산 2번째 월드컵 본선 진출에 기여했다.
이후 2006년 FIFA 월드컵 본선 엔트리에도 합류한 뒤 일본과의 F조 조별리그 1차전에서 팀이 팀 케이힐의 멀티골로 2-1로 역전한 상황에서 후반 추가시간 무렵 쐐기골을 터뜨리며 호주 축구 역사상 월드컵 첫 승과 함께 사상 첫 월드컵 16강 진출이라는 새로운 역사의 발판을 마련했다.
그리고 2006년 FIFA 월드컵을 마친 뒤 호주가 아시아 축구 연맹으로 소속을 옮긴 이후 첫 대회인 2007년 AFC 아시안컵 본선에도 참가하여 호주의 아시안컵 첫 출전만에 8강 진출의 업적을 이끌었으며 카타르와의 2010년 FIFA 월드컵 아시아 지역 3차 예선 1조 1차전을 끝으로 A매치 통산 55경기 27골의 기록을 남기고 11년간의 국가대표팀 선수 커리어를 마감했다.

## 지도자 경력

### 멜버른 시티
2010-11 시즌을 끝으로 은퇴한 이후 멜버른 시티 유스팀 사령탑으로 부임하며 본격적인 지도자 커리어를 시작한 뒤 2012-13 시즌에는 멜버른 시티 성인팀 감독을 역임했고 2015년에는 멜버른 시티 유스팀 코치로 활동했다.

### 브리즈번 로어
2015-16 시즌을 앞두고 브리즈번 로어의 사령탑으로 부임한 이후 2회 연속 A리그 멘 4강 진출(2015-16, 2016-17)을 이끌었지만 2017-18 시즌에는 6위로 마무리했고 2018-19 시즌 리그에서는 1승 3무 5패로 9위까지 떨어지면서 결국 2018-19 시즌 초반 감독직을 내려놓았다.

### 웨스턴 유나이티드
2018-19 시즌 초반 브리즈번 로어 감독직에서 물러난 후 한동안 야인으로 지내다가 2021-22 시즌을 앞두고 웨스턴 유나이티드 2대 감독으로 선임되자마자 창단 첫 A리그 멘 우승을 이끌었고 2023-24 시즌 오스트레일리아 컵에서는 구단 역사상 첫 8강 진출의 성과를 이끌어냈다.